# August Seydler
August Seydler, né Augustin Jan Bedrich Seydler le 1er juin 1849 à Žamberk  et mort le 22 juin 1891 à Prague,  est un astronome et physicien théoricien tchèque, professeur à l’université Charles de Prague.

## Biographie
August Seydler est le fils d'un employé des finances, Ian Nepomuk Seydler, et de son épouse, Antonie Sukové, qui meurt de la tuberculose en 1852. August Seydler, le dernier des quatre enfants du couple, est élevé par sa belle-mère.
Après des études secondaires, il entre en 1867 à l’université Charles de Prague où il étudie les mathématiques, l’astronomie, la physique, la chimie et la philosophie. Parmi ses enseignants figurent Ernst Mach et Karl Hornstein, le directeur de l'observatoire Clementinum de Prague.

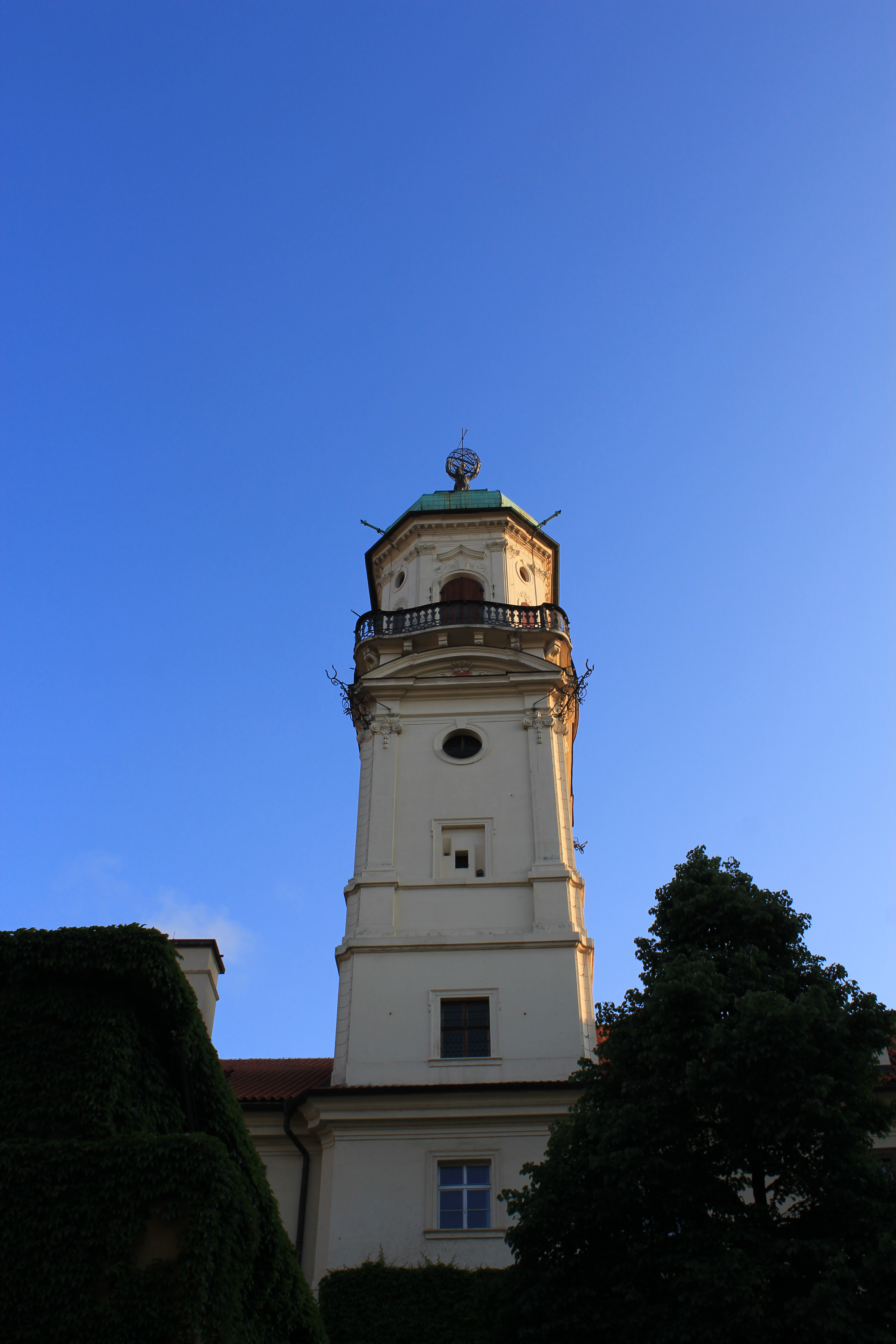
Tour astronomique du Clementinum

Dès la deuxième année, Seydler travaille comme assistant de physique et de mathématiques à l'université ainsi qu'à l’observatoire. Il présente une thèse en 1871, et obtient son habilitation en physique en 1872. Il devient alors privat-docent en physique théorique, tout en restant assistant à l’observatoire.
En 1881, il est nommé professeur extraordinaire de physique mathématique à l’université Charles de Prague. Un an plus tard, lors de la scission de l'université en deux établissements indépendants, l'un allemand, l'autre tchèque, c'est à cette dernière qu'il se rattache, faisant ses cours en tchèque. Il est considéré comme un des fondateurs de l’enseignement systématique de la physique théorique tchèque. Avec František Josef Studnička, il crée et dirige le premier séminaire de mathématiques de la nouvelle université. En août 1885, Seydler est nommé professeur (ordinaire) d’astronomie théorique et de physique théorique. Le Clementinum étant rattaché à l'université allemande, Seydler est responsable de la création de l’institut astronomique tchèque en 1886. Seydler élabore des méthodes de calcul pour la détermination des orbites des planètes mineures et écrit aussi de très nombreux articles de popularisation.
Souffrant de tuberculose, Seydler décède  en 1891. Il est inhumé au cimetière  Olšanské  de  Prague (département 2, partie 005, tombe 65).

## Honneurs
Il est membre d'honneur de l'Union des mathématiciens tchèques et membre ordinaire de la Société royale des sciences de Bohême depuis 1884.
Il a été élu membre de l’Académie allemande des sciences Leopoldina le 8 novembre 1885

## Hommages
- Une planète, découverte en 1984, a reçu son nom[6].
- Des rues August Seydler existent à Prague et à Hradec Králové.